# Lambrivka
Lambrivka  (ucraniano: Ламбрівка) es un pueblo del Raión de Bolhrad en el Óblast de Odesa de Ucrania. Según el censo de 2001, tiene una población de 702 habitantes.